# Luis Lara
Luis Lara Ramos, conocido artísticamente como Comandante Lara (Jerez de la Frontera, 29 de octubre de 1976) es un cómico y artista español.

## Familia
Nacido en Jerez, el 29 de octubre de 1976, en el seno de la familia flamenca gitana Los Pacotes, reconocidos artistas jerezanos.

## Actividades
Profesionalmente en el flamenco acompañó a María del Mar Moreno en varias giras por Europa.
Después de estudiar periodismo en la Universidad de Sevilla, comenzó hace varios años como colaborador activo en el programa de radio deportivo y humorístico "El Pelotazo" de Canal Sur (dirigido por José Guerrero Roldán) y en el que interpretaba e imitaba a varios personajes como al futbolista camerunés Samuel Eto'o y al inventado "Comandante Lara", entre otros. Destaca su aparición en el año 2003 en el cortometraje Curso Dandalú que protagonizaba.
Actualmente es columnista de la edición de Jerez de La voz, donde tiene un espacio de opinión semanal que se inserta en la sección de deportes. Escribe en Xerezmanía.com, donde también presenta su tertulia radiofónica. Además participó en Bienvaventurados de María Jiménez, y ha aparecido en espacios de Jesús Quintero. Coprotagoniza, junto a su también compañero de El Pelotazo, Bienvenido Sena, un programa de televisión de humor titulado Esto es pa'echarlo que se emite en Localia Jerez TV. También, junto a Sena, presenta El Desinforme semanal, cada sábado en Radio Jerez, así como la desconexiones del programa Anda Ya de los 40, en Jerez.

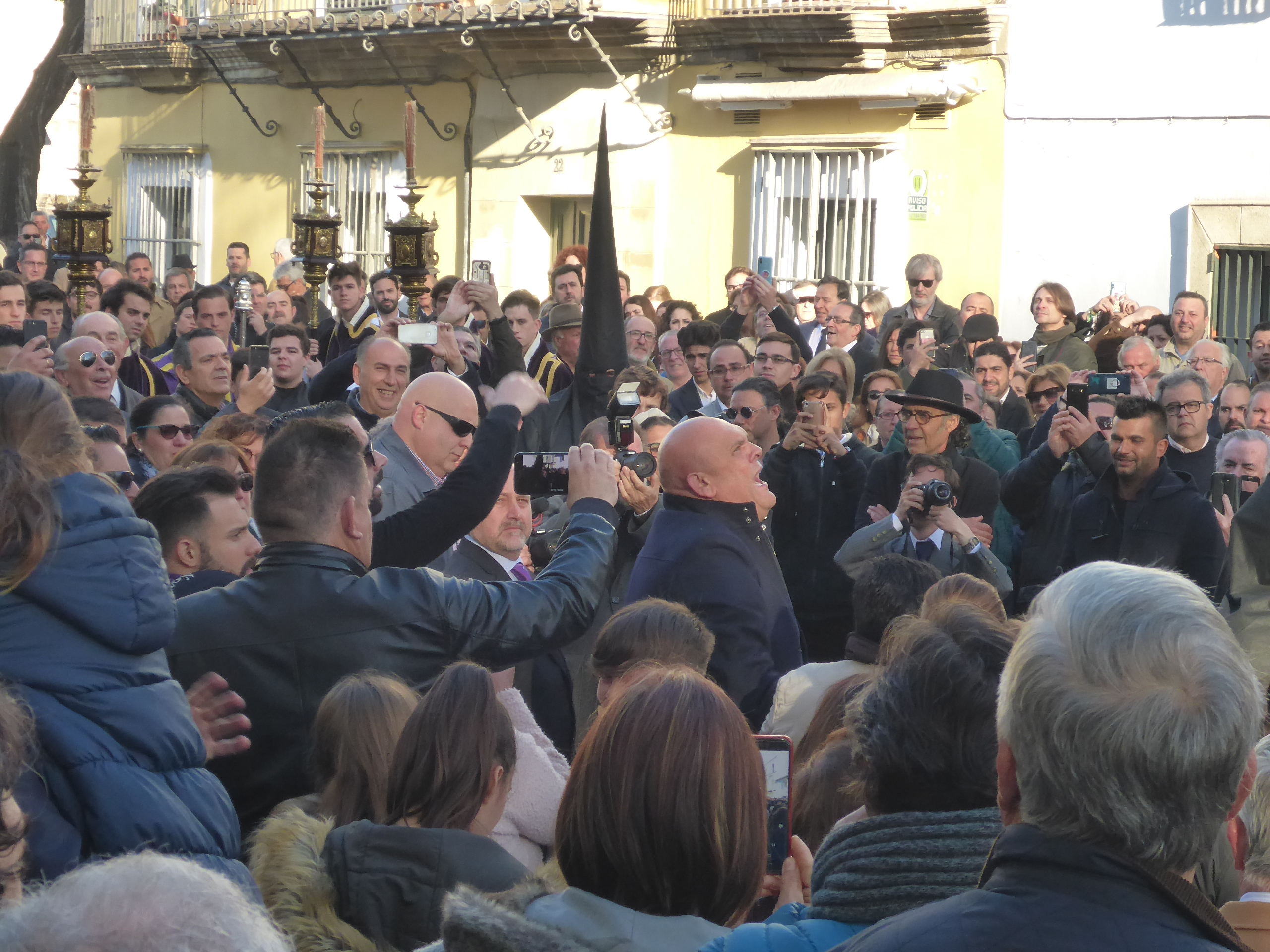
Cantando una saeta a la Buena Muerte

Fue designado pregonero del Carnaval de Jerez de la Frontera en 2007.
En abril de 2011 se confirmó su fichaje junto a gran parte del equipo de "El Pelotazo" por la Cadena SER, emisora donde participa en programas como "El Larguero", donde lleva a cabo imitaciones de personajes deportivos conocidos y otros de invención propia, como el "Comandante Lara", un piloto alcohólico.
En 2011 participó también en La respuesta está en la Historia, una serie de reportajes de Canal Sur sobre la historia de Andalucía, sus usos y costumbres. En él, interpretaba al gerente de un bar andaluz amante de su tierra y su gente.

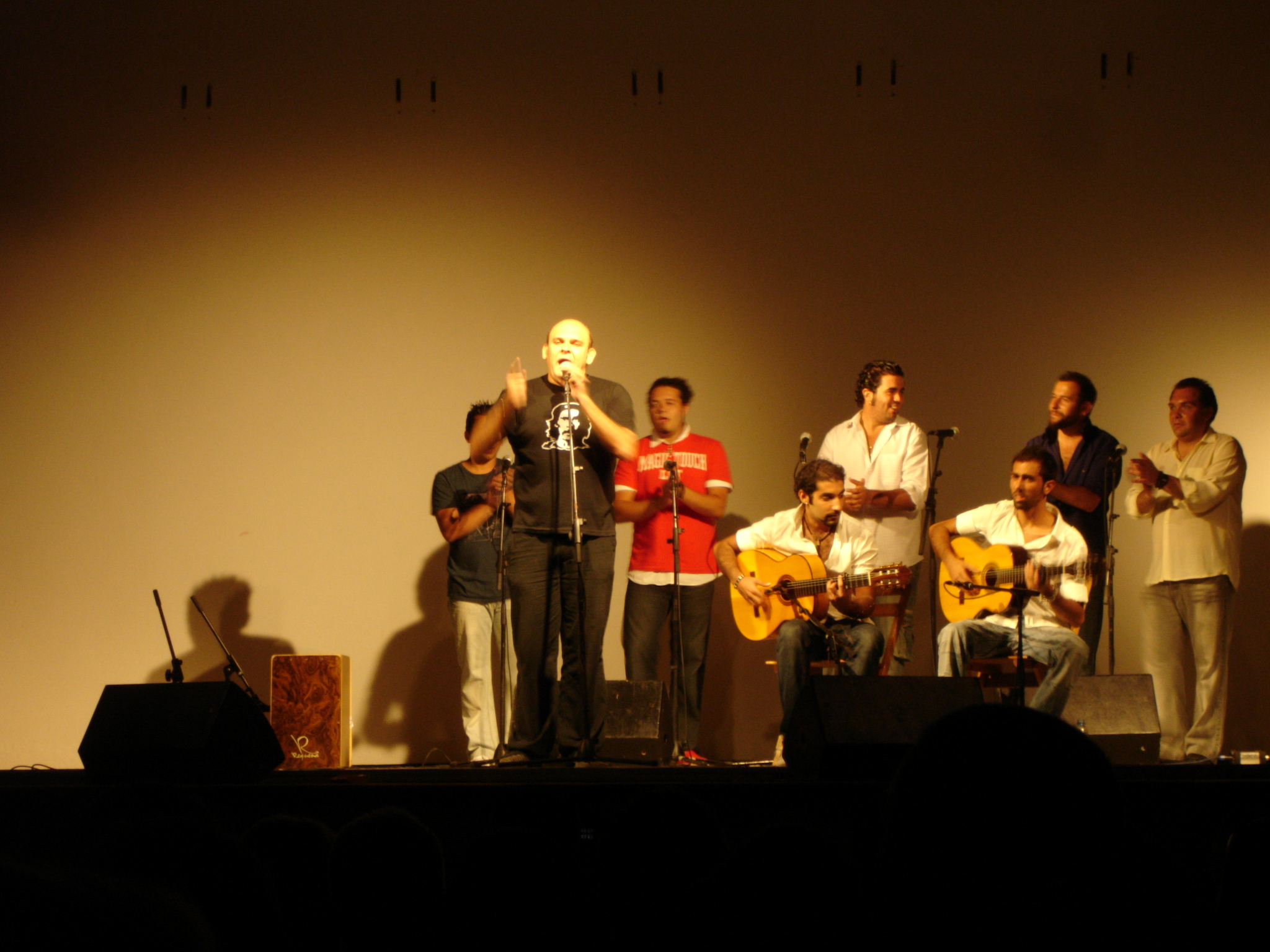
Luis Lara al cante.

Como cantaor flamenco destaca en bulerías y saetas, habiendo ganado en cuatro ocasiones el concurso de Saetas de la Peña Buena Gente, el más prestigioso en Jerez, aunque también se atreve con otros palos menores.
También realiza trabajos como artista de doblaje
Desde 2017 recorre la geografía española llenando teatros con sus monólogos de humor, junto a Vicente Ruidos y Jesús Tapia. 
En 2018 participó como invitado en el programa La noche de Rober  de Antena 3, además de volver a Canal Sur Radio con el equipo que forma parte.
En la actualidad sigue con su gira de shows junto a los humoristas Vicente Ruidos y Jesús Tapia en el espectáculo ¨Comandante Lara & Cía¨.
En 2020 lidera en Canal Sur el programa "El show del Comandante Lara"
En 2021 colabora en el programa de la noche D de La 1.